# 니콜라스 로데이로
니콜라스 로데이로(스페인어: Marcelo Nicolás Lodeiro Benítez, 1989년 3월 21일 ~ )는 현재 미국 메이저 리그 사커의 휴스턴 다이너모에서 미드필더로 활동 중인 우루과이의 축구 선수로 한때 우루과이의 메시라는 별명이 붙었을 정도로 왼발을 능숙하게 사용하면서 유망주로서 많은 기대를 모았으나 이후 성장이 정체된 선수이다.

## 수상

### 클럽
클루브 나시오날
- 우루과이 프리메라 디비시온 : 우승 (2008-09), 준우승 (2007-08)
- 코파 리베르타도레스 : 4강 (2009)

 AFC 아약스
- 네덜란드 에레디비시 : 우승 (2010-11, 2011-12), 준우승 (2009-10)
- KNVB 베커르 : 우승 (2009-10), 준우승 (2010-11)

 보타포구 FR
- 캄페오나투 브라질레이루 세리이 A : 4위 (2013)
- 캄페오나투 카리오카 : 우승 (2013), 준우승 (2012)

 SC 코린치앙스
- 캄페오나투 브라질레이루 세리이 A : 4위 (2014)

 보카 주니어스
- 아르헨티나 프리메라 디비시온 : 우승 (2015)
- 코파 아르헨티나 : 우승 (2015)

 시애틀 사운더스
- MLS컵 : 우승 (2016, 2019), 준우승 (2017, 2020)
- 리그스컵 : 준우승 (2021)
- CONCACAF 챔피언스컵 : 우승 (2022)

### 국가대표팀
우루과이
- 코파 아메리카 : 우승 (2011)
- FIFA 컨페더레이션스컵 : 4위 (2013)
- FIFA 월드컵 : 4위 (2010)